# Galla Placidia mauzóleuma
Galla Placidia mauzóleuma (olaszul Mausoleo di Galla Placidia) az olaszországi Ravenna kora keresztény műemlékeinek sorát gazdagítja. 
A ravennai épületek legtöbbje az 5. század elején a római – milánói ókeresztény hagyományokat folytatta. E vegyes stílust követte a San Vitale-templom (402-425). Ehhez az épülethez kapcsolódik a Galla Placidia-mauzóleum, mely nagyrészt a milánói irányzathoz igazodott.
Galla Placidia Theodosius lánya volt, akit a gótok Róma 410-es ostroma után elraboltak és feleségül adták Athaulf nyugati gót királyhoz (414-ben). Miután férjét megölték, őt hazaküldték. Később feleségül ment III. Constantius császárhoz. Annak halála után uralkodónő lett (421-450). 
A síremlék 440-ben épült, maga a császárnő építtette. Görögkereszt alaprajzú, centrális elrendezésű mauzóleum. Az ókori mozaikkultúra emlékei láthatók falain, melyet aranyburkolat fed. A sírokban III. Valentinianus, III. Constantius,  és Galla Placidia nyugszanak.
Galla Placidia mauzóleumának alaprajza még nyomon követhető Theoderik síremlékén és az Ariánus keresztelőkápolnán – ugyancsak Ravennában.

## Képek

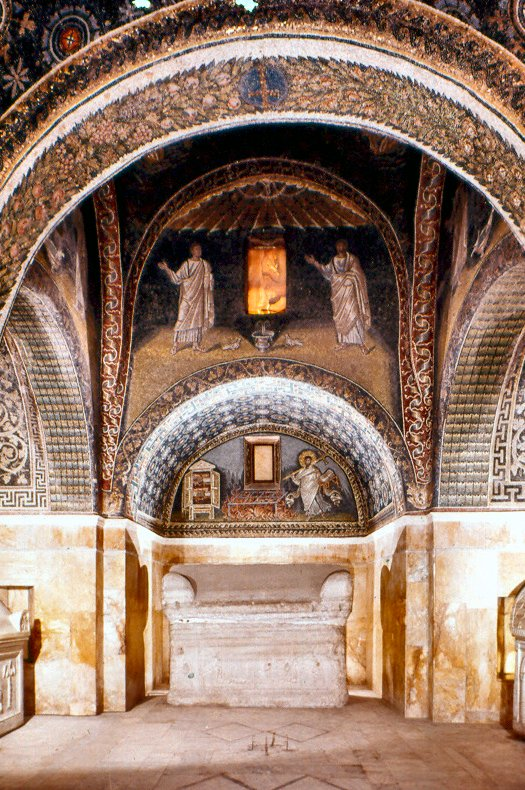
Belső tér
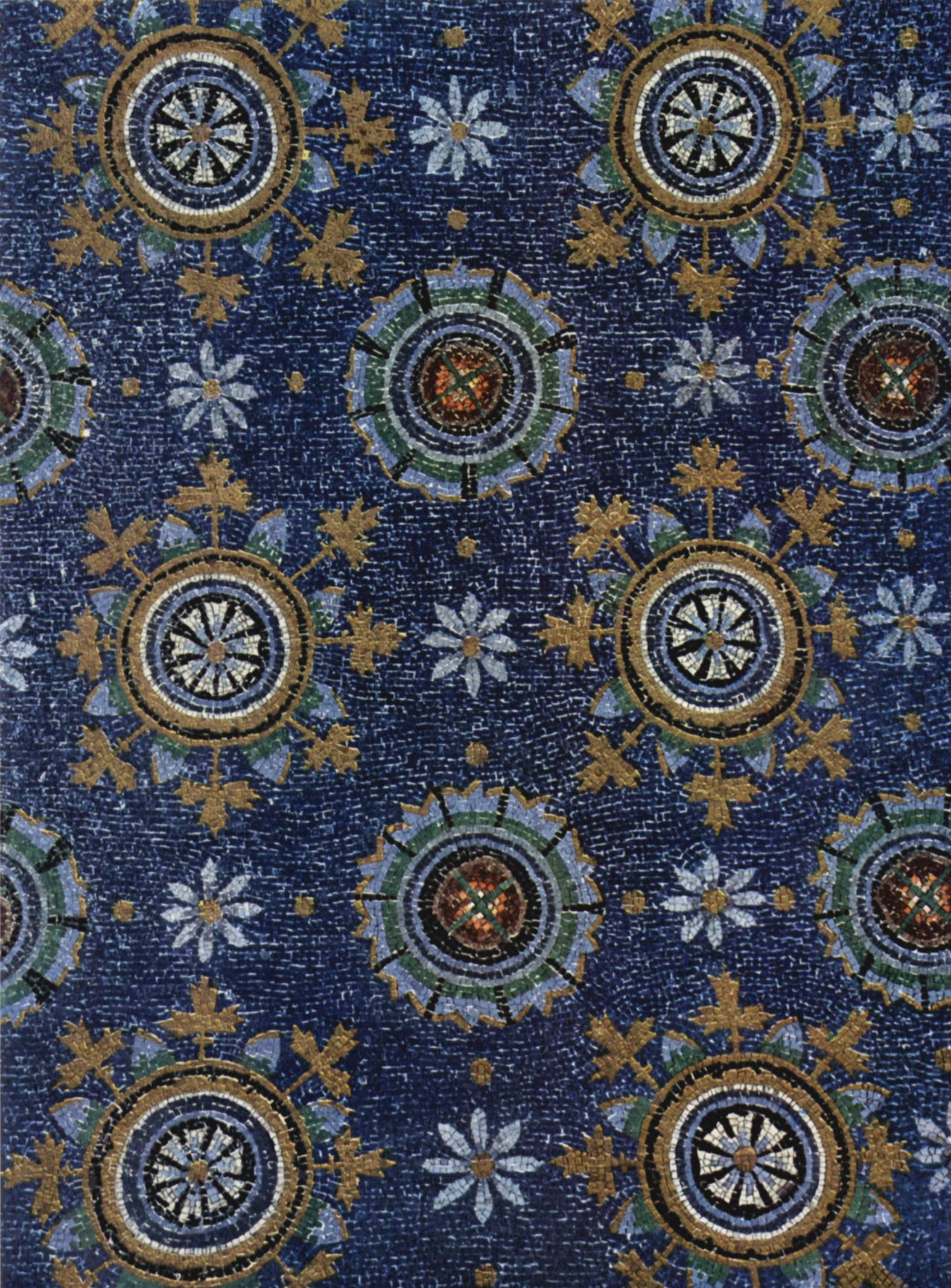
Stilizált virágokkal díszített boltozat
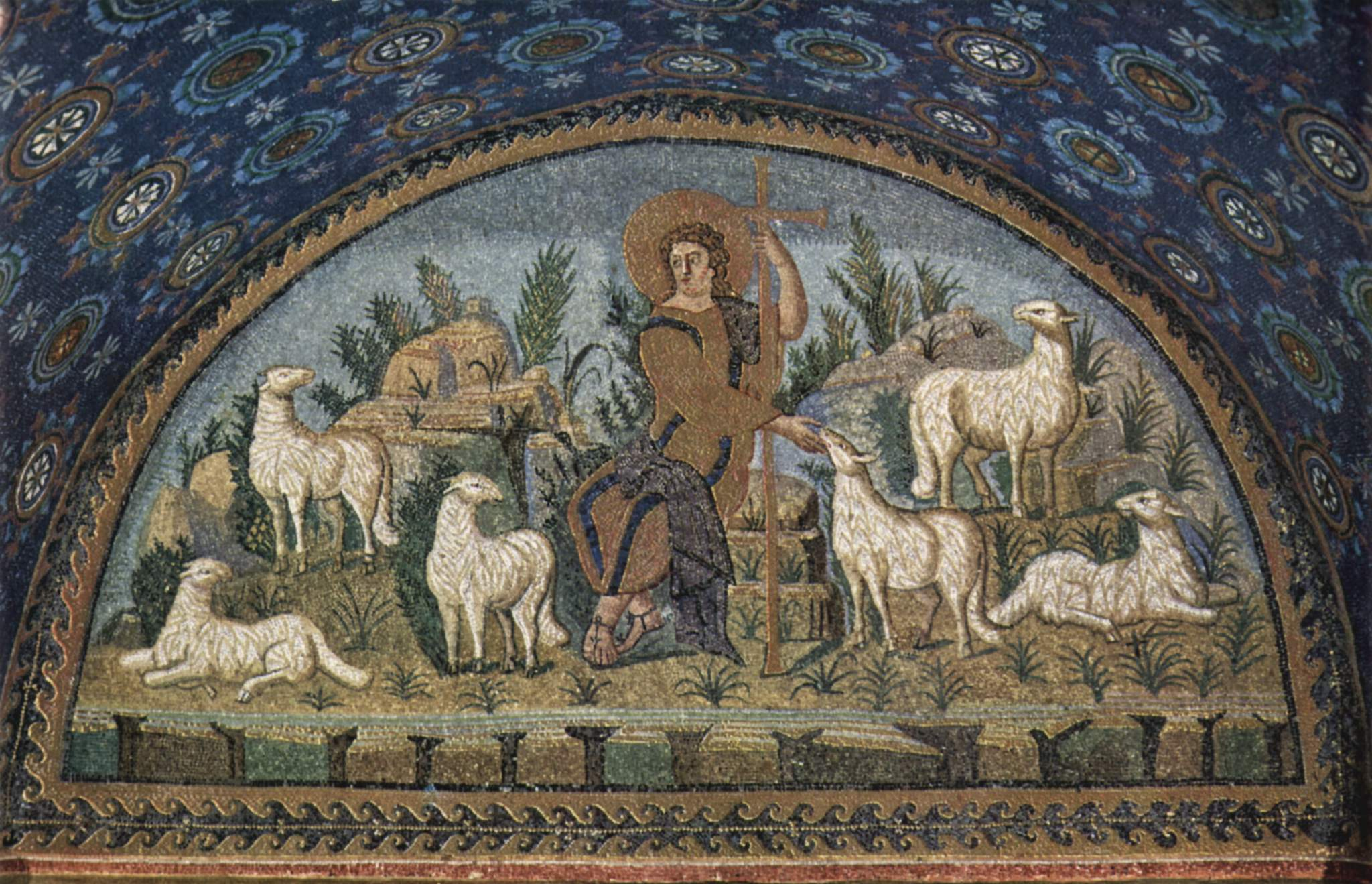
A „jó pásztor” íves ablak
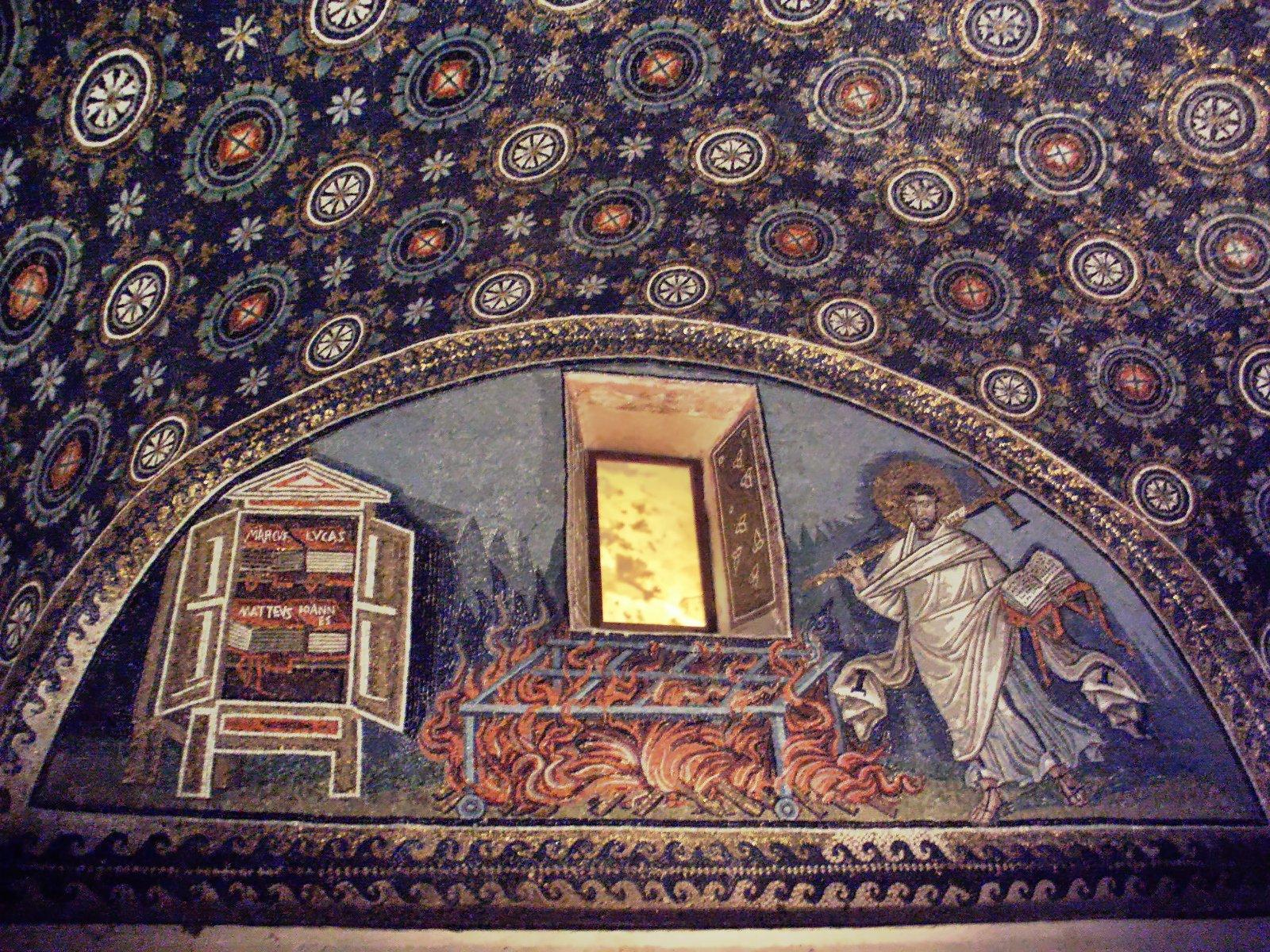
Szent Lőrinc íves ablak
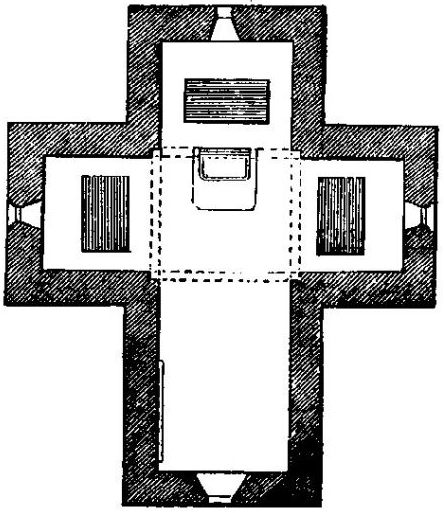
A mauzóleum alaprajza (James Fergusson: "Illustrated Handbook of Architecture", 1855)

## Külső hivatkozások
- Ravenna világöröksége a város honlapján